# Villahermosa
|  | Per a altres significats, vegeu «Villahermosa (desambiguació)». |

Villahermosa és la ciutat més gran de l'estat mexicà de Tabasco i del municipi Centro. La ciutat és un important centre de negocis del sud-est de Mèxic i de l'administració de la indústria petroliera. La ciutat està envoltada per nombroses llacunes i és creuada pels rius Grijalva, Mezcalapa i Carrizal.
Va ser fundada oficialment com a Villa Hermosa de San Juan Bautista, a les vores del riu Grijalva el 24 de juny de 1564 per l'espanyol Diego de Quijada i residents espanyols de Santa María de la Victoria, un assentament de la costa del Golf de Mèxic. El 1641 es va convertir en la capital de la província de Tabasco, en traslladar-se els poders de govern des de l'antiga villa de Santa María de la Victoria, que havia estat destruïda per un atac de pirates. El 1824 va ser designada com la capital de l'estat de Tabasco. El 1915 es va canviar el nom a l'actual de Villahermosa.
La ciutat ha crescut ràpidament des de les últimes dècades del segle xx gràcies a la política de descentralització mexicana, especialment de la indústria petroliera estatal, transformant-la, en menys de dues dècades, d'un petit poble a una gran ciutat industrialitzada i molt desenvolupada. El 2005 tenia 520.308 habitants.